# Трі-Ріверс (Техас)
Трі-Ріверс (англ. Three Rivers) — місто (англ. city) в США, в окрузі Лайв-Оук штату Техас. Населення — 1474 особи (2020).

## Географія
Трі-Ріверс розташоване за координатами 28°28′1″ пн. ш. 98°10′41″ зх. д. / 28.46694° пн. ш. 98.17806° зх. д. (28.466853, -98.177947).  За даними Бюро перепису населення США в 2010 році місто мало площу 3,80 км², з яких 3,79 км² — суходіл та 0,01 км² — водойми.

## Демографія
Згідно з переписом 2010 року, у місті мешкало 1848 осіб у 707 домогосподарствах у складі 478 родин. Густота населення становила 486 осіб/км².  Було 845 помешкань (222/км²).
Расовий склад населення:
| - 90,2 % — білих - 0,6 % — корінних американців - 0,5 % — чорних або афроамериканців - 0,4 % — азіатів - 7,5 % — осіб інших рас |

До двох чи більше рас належало 0,9 %. Частка іспаномовних становила 48,6 % від усіх жителів.
За віковим діапазоном населення розподілялося таким чином: 27,4 % — особи молодші 18 років, 54,7 % — особи у віці 18—64 років, 17,9 % — особи у віці 65 років та старші. Медіана віку мешканця становила 37,9 року. На 100 осіб жіночої статі у місті припадало 95,8 чоловіків;  на 100 жінок у віці від 18 років та старших — 92,8 чоловіків також старших 18 років.
Середній дохід на одне домашнє господарство  становив 53 454 долари США (медіана — 42 390), а середній дохід на одну сім'ю — 64 450 доларів (медіана — 51 136). За межею бідності перебувало 16,4 % осіб, у тому числі 20,2 % дітей у віці до 18 років та 13,6 % осіб у віці 65 років та старших.
Цивільне працевлаштоване населення становило 635 осіб. Основні галузі зайнятості: освіта, охорона здоров'я та соціальна допомога — 16,2 %, сільське господарство, лісництво, риболовля — 14,8 %, мистецтво, розваги та відпочинок — 12,3 %, роздрібна торгівля — 11,7 %.